# 海航航空集团
海航航空集团有限公司（简称海航航空、海航航空集团）是中国一家大型企业集团，集團业务以航空运输业为主，总部位于海南省海口市。
旗下的航空公司包括有在A股和B股同時上市的中国大陆第四大航空公司——海南航空、香港第三大航空公司——香港航空等。

## 历史

### 创立
2009年1月19日，海航集团有限公司出资人民币935,000万元设立海航航空控股有限公司。
2014年7月7日，海航航空控股有限公司更名为海航航空集团有限公司。

### 破产重整
2021年2月10日，海南省高级人民法院裁定受理包括海航航空集团在内海航集团等七家公司重整案，并指定海航集团清算组，担任上述公司管理人。
同年3月13日，海南高院裁定，对包括海航航空集团在内的海航集团等321家公司，进行实质合并重整。
根据海航集团清算组制定的重整计划，海航集团将设立信托抵偿债务；所有业务会分板块进行重整，但航空板块会通过引入战略投资人的方式，单独进行重整。
重整计划选定海航航空集团为航空运输业务管理的平台公司，战略投资人将以现金增资的方式取得海航航空集团，同时信托计划会继续参股航空集团，而海航航空集团所持有的山西航空、长安航空全部股东出资人权益调整为由海航控股持有。
2021年3月19日，海航集团清算组发布《海航集团航空主业战略投资者招募公告》，以期合乎资格的投资者提交意向，并于30日发布补充公告，说明航空主业整体招募战投，各成员航司不单独招募战投。
海南航空控股股份有限公司于9月12日发公告，称海航集团清算组确定海航集团航空主业战略投资者为辽宁方大集团实业有限公司。
2021年10月31日，海南高院批准《海航集团有限公司等三百二十一家公司实质合并重整案重整计划》、《海南航空控股股份有限公司及其十家子公司重整计划》。
海航航空集团有限公司于2022年1月20日完成工商变更手续，公司95%股权登记至海南方大航空发展有限公司名下，其余5%则由海南海航二号信管服务有限公司持有。

## 集团成员

### 航空运输企业群

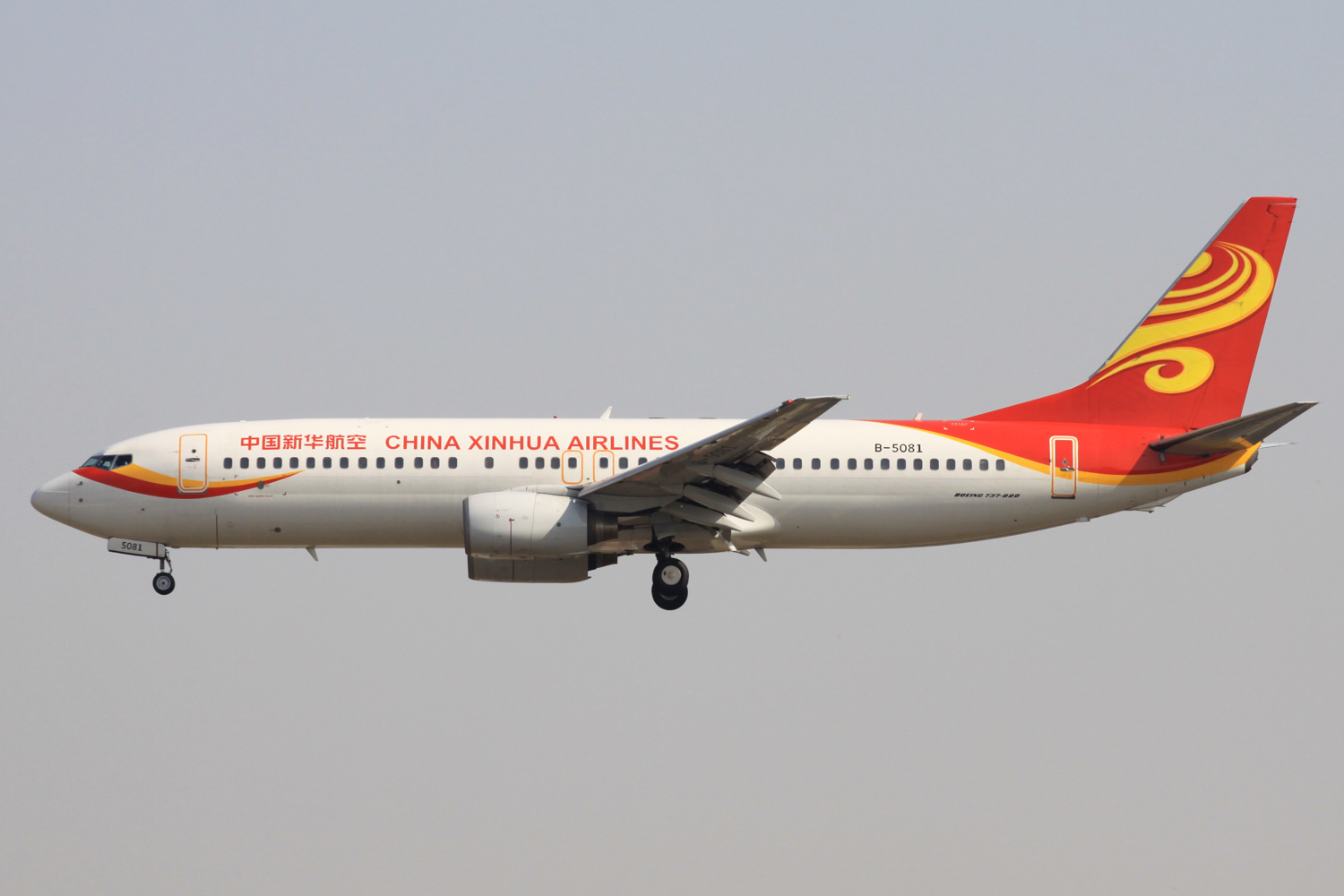
中国新华航空（已停业）波音737-800客机

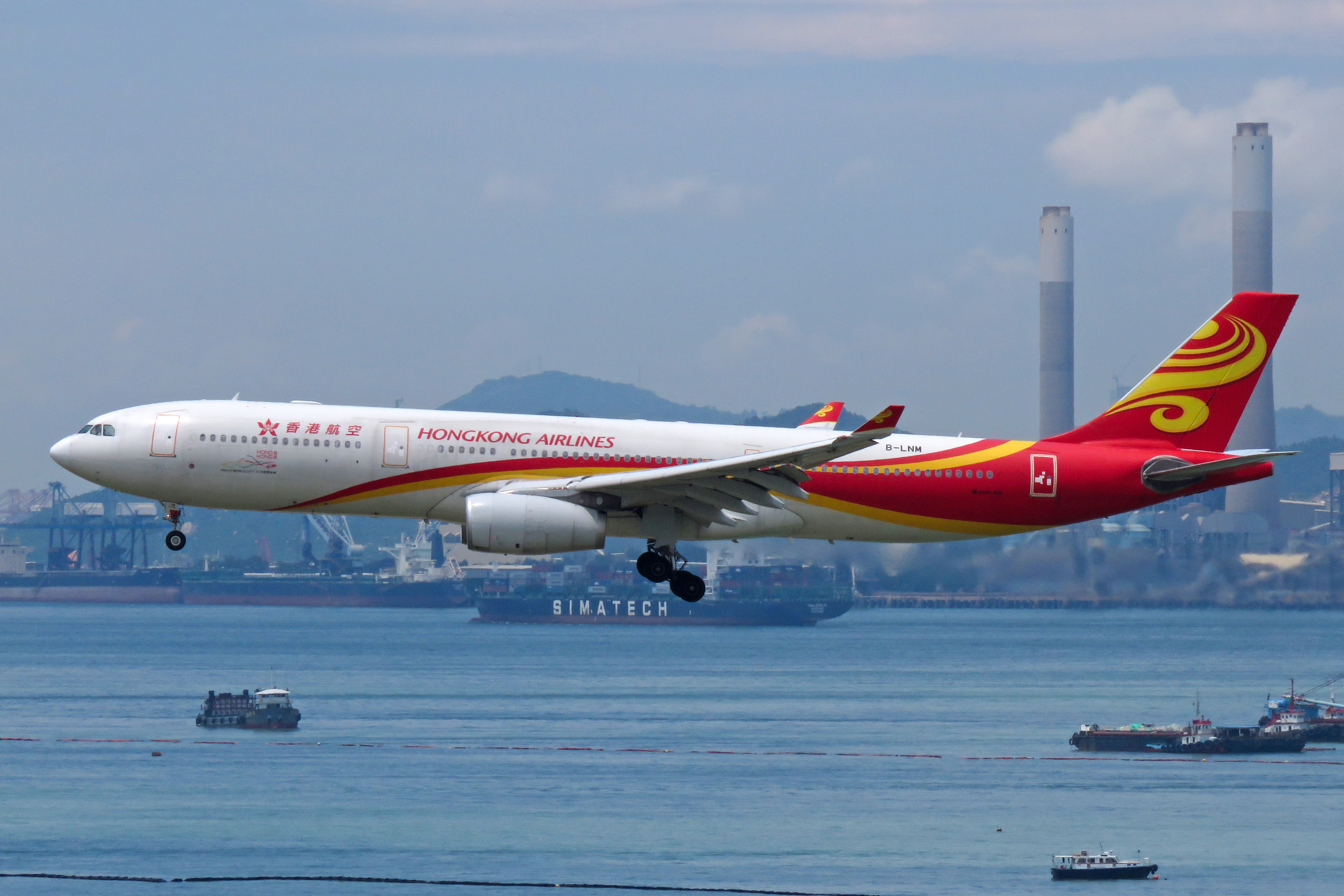
香港航空空中巴士A330-300客機

截至2023年12月31日，以下成员由集团全资持有或直接控股：
- 大新华航空（CN）
- 首都航空（JD）
- 金鵬航空（Y8）
- 西部航空（PN）
- 天津货运航空（HT）
- 海航货运

而以下成员则是集团联营或由集团控股的子公司控股：
- 海南航空（HU）
- 天津航空（GS）
- 祥鵬航空（8L）
- 烏魯木齊航空（UQ）
- 福州航空（FU）
- 北部湾航空（GX）
- 长安航空（9H）
- 香港航空（HX）
- 香港货运航空（RH）

### 航空维修技术（MRO）
- 海航航空技术有限公司
- 海南海航汉莎技术培训有限公司

### 通用航空（航校）
- 金鹿公务航空
- 首航直升机
- 海南航空学校有限责任公司

### 商旅服务（销售）
- 海南海航航空销售有限公司